# Muntanyesa de mollera
La muntanyesa de mollera (Erebia oeme), també anomenada muntanyesa de les molleres, és una espècie de lepidòpter papilionoïdeu de la família dels nimfàlids (Nymphalidae) present als Països Catalans.

## Distribució
S'estén per diversos massissos muntanyosos del centre i sud d'Europa, com ara Pirineus, Massís Septentrional, Jura, Alps, nord dels Carpats a Eslovàquia, i Balcans, des de l'oest de Croàcia fins al nord de Grècia. Absent de les principals illes mediterrànies. A la península Ibèrica només és present als Pirineus centrals i orientals, mentre que a Catalunya només es troba des de la Vall d'Aran fins a la vall de Núria.

## Descripció
Envergadura alar d'entre 32 i 39 mm.
Dimorfisme sexual poc evident. Anvers de color bru fosc amb una banda taronja discontínua a la part exterior en forma de taques aïllades que conté una sèrie d'ocels negres amb centre blanc. Les taques taronges acostumen a ser més grans en el cas de les femelles. Revers de l'ala anterior semblant a l'anvers. Revers de l'ala posterior de color bru fosc i amb una sèrie d'ocels negres amb centre blanc a la part exterior envoltats de taronja, que en les femelles forma una banda.

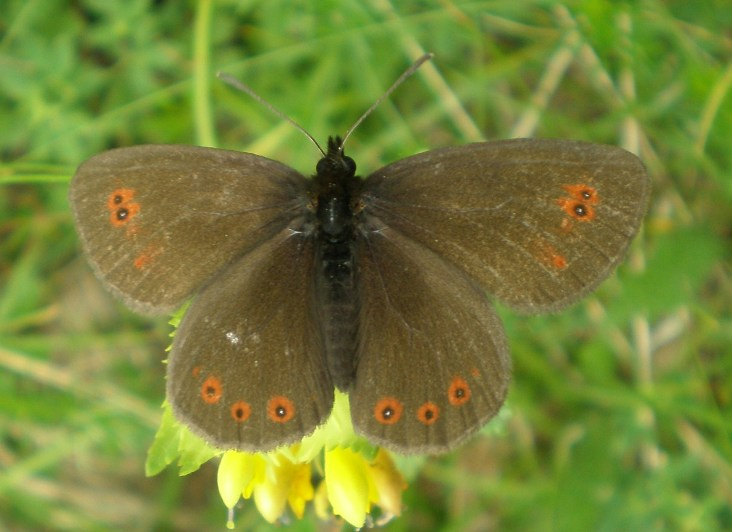
Erebia oeme anvers

## Hàbitat
Prats humits, molleres, marges de torrents i rierols, habitualment amb abundància d'herba alta. En altituds més baixes ocupa clarianes humides i arbustives dins de boscos. Rang altitudinal des dels 900 m fins als 2600 m, però més habitual entre els 1500 m i 2000 m. L'eruga s'alimenta de diverses gramínies i ciperàcies, com ara Poa, Festuca, Briza, Molinia o Carex.

## Període de vol i hibernació
Vola en una única generació entre mitjans de juny i mitjans d'agost, segons l'altitud. A grans altituds, el desenvolupament larval dura dues temporades Hiberna com a eruga.